# 조란 진지치

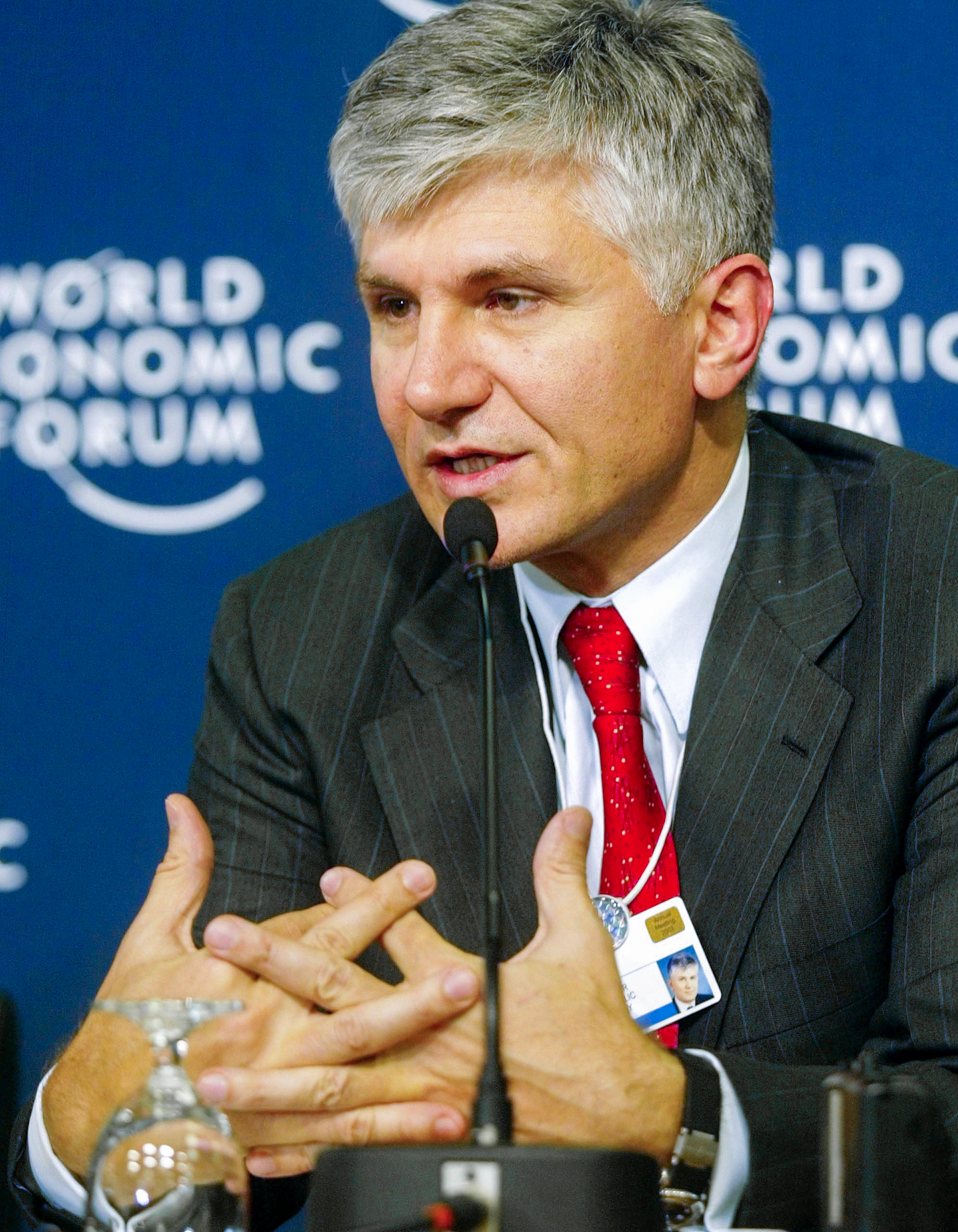
조란 진지치

조란 진지치(세르비아어: Зоран Ђинђић,  Zoran Đinđić, 세르보크로아티아어 발음: [ˈzorɑn ˈdʑɪndʑɪtɕ], 1952년 8월 1일~2003년 3월 12일)는 세르비아의 정치인으로, 세르비아의 총리, 베오그라드 시장을 지냈다. 오랜 기간 동안 야권 정치인으로 있었으며, 철학 박사 학위를 보유하였다.
진지치는 현대 민주당의 설립자로, 1994년에 당 대표가 되었다. 1990년대에는 슬로보단 밀로셰비치 정권과 대립한 야권 지도자 가운데 한 명이었으며, 2001년 밀로셰비치의 축출 이후, 세르비아의 총리가 되었다. 총리 재임 기간 동안 세르비아의 민주화 개혁과 유럽 통합을 추진하였으며, 2003년 베오그라드에서 세르비아 마피아 조직원에 의해 암살되었다.
그의 암살 이후, 세르비아에는 비상 사태 선언이 발령되었으며, 민주당의 후임 당수로는 조란 지브코비치가 선출되었다.